# 合水镇 (信宜市)
合水镇，是中华人民共和国广东省茂名市信宜市下辖的一个镇。

## 行政区划
合水镇下辖以下地区：
合水村、上排村、排垌村、排东村、高荷村、清静村、庙湾村、横水村、东田村、石硖村、杨枚村、高湾村、黄沙村、新桥村、新云村和茅帘村。

## 交通
- 359国道